# OFKムラデノヴァツ
オムラディンスキ・フドバルスキ・クルブ・ムラデノヴァツ（セルビア語: Омладински фудбалски клуб Младеновац, セルビア・クロアチア語: Omladinski fudbalski klub Mladenovac）は、セルビアのベオグラード・ムラデノヴァツをホームタウンとするサッカークラブである。

## 歴史
1924年にMSKヴォイヴォダ・カティッチとして設立された。1945年にFKイェディンストヴォに改名し、1962年にOFKムラデノヴァツに改名した。
2001年にセルビア・モンテネグロ・ドルガ・リーガに参戦した。2001-02シーズンは東部3位の結果を残したが、翌シーズンに降格した。2005年に再昇格し、セルビア・プルヴァ・リーガに参戦した。しかし2008年に降格した。その後2011年に再昇格した。
エレベータークラブとしての地位を確立していたものの、2013年と2014年に連続降格を喫した上、財政問題から2014-15シーズンはムラデノヴァツ区リーグでのプレーとなると、2部は遠ざかった。

## タイトル
- セルビア・スルプスカ・リーガ・ベオグラード(3部): 2000-01, 2004-05, 2010-11
- セルビア・ゾーンスカ・リーガ・ベオグラード(4部): 1997-98
- プルヴァ・ベオグラズカ・リーガ(5部): 2017-18
- ムラデノヴァツ区リーグ(6部): 2014-15

## 歴代所属選手
- マリオ・ジュロフスキ 2003
- ラディヴォイェ・マニッチ 2006-2007
- ミオドラグ・アンジェルコヴィッチ 2011